# Das Massaker von Anröchte
Das Massaker von Anröchte (Langfilm des Theaters Oberhausen in Koproduktion mit öFilm) ist das Langfilmdebüt von Hannah Dörr und Drehbuchautor Wolfram Lotz. In den Hauptrollen spielen Hendrik Arnst und Julian Sark. Der Film lief im Spielfilm-Wettbewerb des Filmfestivals Max Ophüls Preis 2021. Seit dem 1. Juli 2022 ist der Film auf Sooner abrufbar.

## Handlung
In der Kleinstadt Anröchte wird ein Massaker von mehreren Hunnen verübt. Kommissar Konka und sein Assistent Walter erscheinen, um den Fall zu lösen.

## Kritik
- Diese Kleinstadt wird in ihrer Melancholie mit viel schwarzem Humor porträtiert … mit einem Ende, das genauso einprägsam ist wie der Rest dieses kleinen Juwels, das trotz seiner Originalität einen ganz deutschen Einschlag hat. Guilherme F. Alcobia | Portugal[1]
- Eine Partitur über die Einsamkeit des Menschen. Das “Das Massaker von Anröchte”, ein deutscher Film von Hannah Dörr, erinnert uns an gewisse Sensationen, die man bei Michael Haneke kennt. Ein bisschen so, als würde man Karl Kraus angesichts eines Zusammenbruchs lesen. Genica Baczynski | Frankreich[2]
- Das Massaker von Anröchte… Für viele, auch für mich, war dies der beste Film im Max-Ophüls-Spielfilm-Wettbewerb. Rüdiger Suchsland | Deutschland[3]
- Hannah Dörrs „Das Massaker von Anröchte“ ist einer jener Filme des Festivals, die man besonders gerne mit Publikum gesehen hätte. Saarbrücker Zeitung | Deutschland[4]
- Herausragendes Beispiel im Spielfilm-Wettbewerb. Regisseurin Hannah Dörr erkundet mit großer Ruhe und einer gehörigen Portion Satire den Horror ganz gewöhnlichen Alltags.[5] Die Rheinpfalz | Deutschland
- Alles ist grau und lakonisch, mit einer antisozialromantischen Komik, der man sich nicht entziehen kann. Der Film lohnt sich für den, der die deutsche Mittel- und Kleinstadt liebt oder hasst oder für die, die keinen deutschen Fernsehkrimi mehr ertragen kann. Regisseurin Hannah Dörr ist hier Wunderbares gelungen. Deutsche Bühne | Deutschland[6]

## Festivals und Auszeichnungen
2021
- Filmfestival Max Ophüls Preis[7]
- Festival Cinema de Brive, Frankreich[8]
- Curtas Vila do Conde, Portugal
- achtung Berlin[7]
- Vevey International Funny Film Festival, Schweiz[9]
- Cambridge Film Festival, UK
- Shortlist für den Filmlight Colour Award beim Camerimage, Polen

2022
- Athens Film + Video Festival, USA